# Windpark Düren-Distelrath
Der Windpark Düren-Distelrath befindet sich im östlichen Stadtgebiet von Düren in Nordrhein-Westfalen und besteht aus fünf Windkraftanlagen.

## Lage
Der Windpark liegt südlich der B 264 in den Gemarkungen Am Scheidweg und Im Unterfeld, am äußersten östlichen Rand des Stadtgebiets von Düren im Stadtteil Distelrath, angrenzend an die Gemeinde Merzenich und dem Ortsteil Girbelsrath sowie Nörvenich mit dem Ortsteil Binsfeld. Alle Anlagen des Parks stehen in einer Reihe entlang der östlichen Dürener Stadtgrenze.

## Geschichte
Zeitgleich mit dem Bau des Windparks Düren-Arnoldsweiler wurden durch die Firma Umweltkontor AG drei Windkraftanlagen vom Anlagentyp Enron Wind 1.5s des US-amerikanischen Konzerns Enron in Distelrath errichtet. Der Hersteller musste Ende des Jahres 2001 Insolvenz anmelden, infolgedessen wurde die Windsparte im Juni 2002 von General Electric übernommen. Auch die Umweltkontor AG ging 2004 insolvent. Jede Anlage hat eine Nennleistung von 1,5 MW bei einem Rotordurchmesser von 71 m und einer Nabenhöhe von 65 m. Der Windpark Düren-Arnoldsweiler, der durch dieselbe Firma errichtet wurde, besitzt ebenfalls drei baugleiche Anlagen.
Ursprünglich waren am Standort Distelrath fünf Enron-Anlagen geplant, aufgrund der teilweisen Lage in der Einflugschneise des Fliegerhorsts Nörvenich wurden zwei Anlagen letztlich nicht genehmigt.
Eine erste Erweiterung des Windparks folgte im Jahr 2008. Am südlichen Rand des Windparkgeländes, unmittelbar an der Gemarkungsgrenze zu Nörvenich, entstand eine Anlage des Typs REpower MM82 des deutschen Herstellers REpower Systems. Diese Anlage hat eine Nabenhöhe von 80 m und eine Nennleistung von 2,05 MW bei einem Rotordurchmesser von 82 m. Projektiert und errichtet wurde sie durch die Firma BMR energy solutions GmbH aus Geilenkirchen. Die Anlage ging im Januar 2009 in den Regelbetrieb.
Eine der Enron-Anlagen wurde im Jahr 2013 abgebaut.
Im Jahr 2014 folgte die nächste Erweiterung mit einer baugleichen Anlage wie die 2008 errichtete. Da sich der Hersteller REpower Systems Anfang 2014 in Senvion umbenannte, lautet die Anlagenbezeichnung nun Senvion MM82. Auch diese Anlage wurde von der Firma BMR energy solutions projektiert und ging im Mai 2014 in Betrieb.
Die bislang letzte Erweiterung wurde im Jahr 2016 ebenfalls durch BMR energy solutions durchgeführt, dabei wurde eine Anlage vom Typ Senvion MM92 errichtet. Sie ist weitgehend baugleich zu den Anlagen von 2008 bzw. 2014, weist jedoch einen größeren Rotordurchmesser von 92 m auf. Diese Anlage befindet sich auf der Stelle der abgebauten Enron-Anlage.